# Loren Fatović
Pour les articles homonymes, voir Fatović.
Loren Fatović est un joueur croate de water-polo né le 16 novembre 1996 à Dubrovnik. Il a remporté avec l'équipe de Croatie la médaille d'argent du tournoi masculin aux Jeux olympiques d'été de 2024, organisés à Paris.